# Rio do Pires
Rio do Pires är en kommun i Brasilien.   Den ligger i delstaten Bahia, i den östra delen av landet, 700 km öster om huvudstaden Brasília. Antalet invånare är 11 923.
Omgivningarna runt Rio do Pires är huvudsakligen savann. Runt Rio do Pires är det ganska glesbefolkat, med 22 invånare per kvadratkilometer.